# Капустин, Анатолий Трофимович
Анатолий Трофимович Капустин (13 февраля 1939 — 23 февраля 2020) — оперный певец, тенор, солист Одесского национального академического театра оперы и балета, народный артист УССР (1987). Профессор Одесской государственной музыкальной академии им. А. В. Неждановой. Лауреат международного музыкального фестиваля в Марселе. В 2007 году указом президента Украины награждён орденом «За заслуги» III степени.

## Биография
В 1969 году, будучи студентом третьего курса Одесской консерватории, поступил на работу в Театр музыкальной комедии. Также до поступления в Одесский оперный театр работал в Украинском музыкально драматическом театре. В 1971 году окончил Одесскую консерваторию им. А. В. Неждановой. С 1974 года приглашён в оперный театр— солист оперы Одесского национального академического театра оперы и балета.

## Репертуар

### Опера
- «Аида» — Радамес
- «Бал-маскарад» — Ричард, граф Уорик
- «Иоланта» — Водемон
- «Кармен» — дон Хозе
- «Мадам Баттерфляй» — Бенджамин Франклин Пинкертон
- «Отелло» — Отелло
- «Пиковая дама» — Герман
- «Тоска» — Каварадосси
- «Трубадур» — Манрико

- «В бурю» — Петро, Андрий, Антонов
- «Наталка Полтавка» — Петро
- «Запорожец за Дунаем» — Андрий
- «Сельская честь» — Туридду
- «Паяцы» — Канио
- «Турандот»- Альтоум

### Оперетта
- «Мистер Икс» — Мистер Икс
- «Сильва» — Эдвин

## Гастроли
Болгария, Румыния, Венгрия, Великобритания, США, Италия, Япония, Франция, Китай.
В 2002 году он в составе делегации с народным артистом Владимиром Тарасовым и солисткой оперного театра Еленой Волошиной в сопровождении пианистки Виолы Демидовой на гастролях в Китае дал ряд концертов и мастер-классов в Пекине, Гуанжоу и Шанхае.

## Участие в международных фестивалях и конкурсах
Участник международного фестиваля в Эдинбурге, лауреат международного фестиваля духовной музыки в Марселе, участник всех международных фестивалей оперного искусства «Золотая корона» (Одесса — 1998, 1999, 2000, 2001, 2002 гг.)